# Демохристианская партия Албании

Старый логотип Демохристианской партия Албании

Демохристианская партия Албании (алб. Partia Demokristiane e Shqipërisë, PDK) — небольшая христианская демократическая политическая партия в Албании, основанная в декабре 1991 года. Первым лидером партии был популярный в НСРА актёр Зеф Бушати.
На парламентских выборах 1996 года партия получила лишь 1,3 % голосов и ни одного места в Народном собрании. Несмотря на падение популярности на выборах 1997 года (1,0 %), ДПК получила первое место в парламенте. Выборы 2001 дают ХДП результат без изменений, однако партия получает 3,4 % голосов в 2005 году и двоих депутатов. Но с тех пор, ХДП ослаблена расколом, произошедшим в ноябре 2007 года, что привело к созданию Христианско-демократического движения Албании.
С марта 2007 до августа 2008 министром здравоохранения Албании был лидер партии Нард Ндока.